# Gruben-Lorchel
Die Gruben-Lorchel (Helvella lacunosa, Synonym: Helvella sulcata) ist eine Pilzart aus der Familie der Lorchelverwandten.

## Merkmale

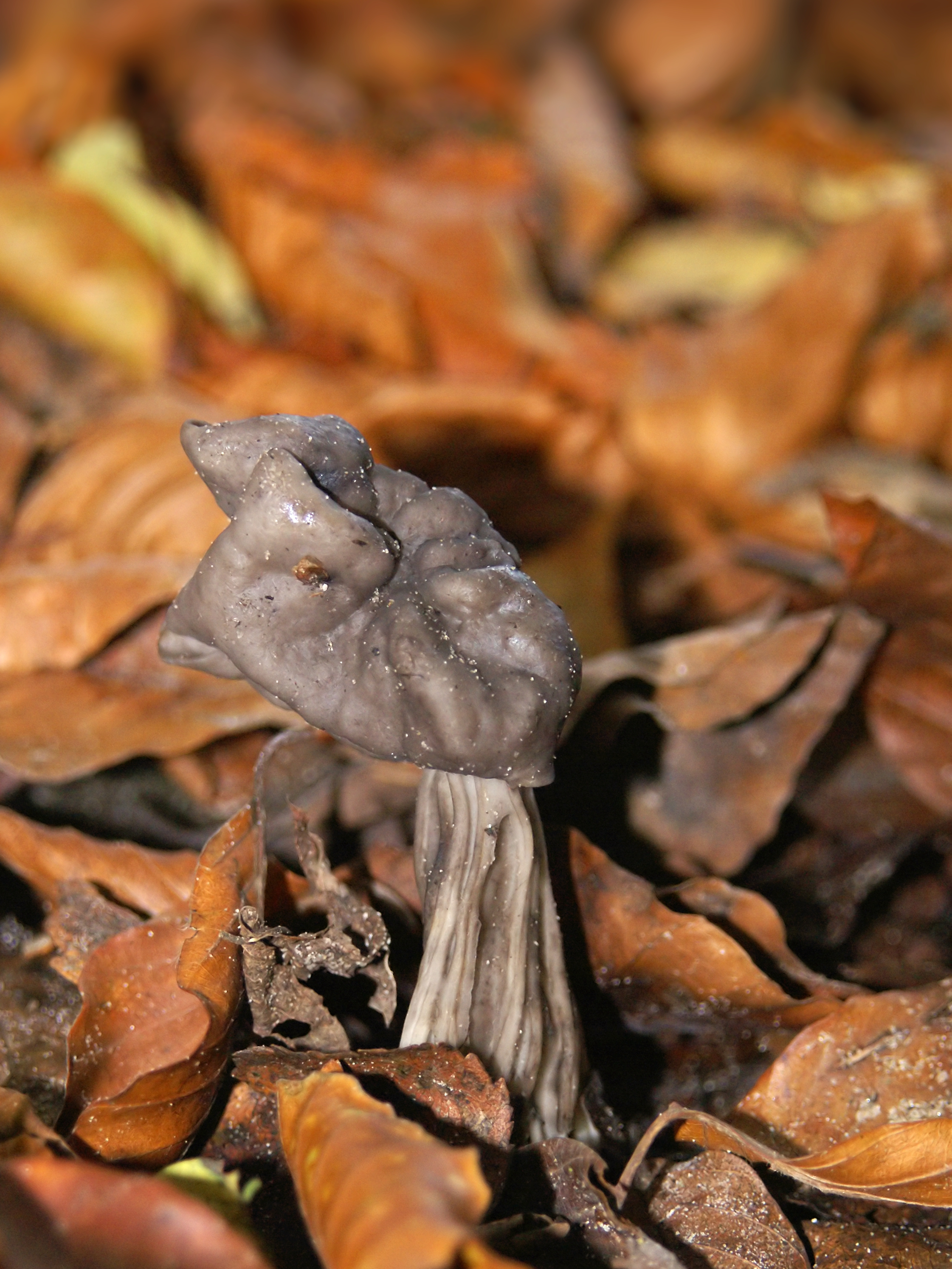
Ein Fruchtkörper der Gruben-Lorchel unter Rotbuchen mit typisch längs geripptem Stiel und krausig-lappigem Kopfteil

### Makroskopische Merkmale
Die Fruchtkörper erreichen eine Höhe von 3 bis 10 cm. Das sattelförmig-lappige, zwei- bis dreispitzige oder unregelmäßig kraus geformte und brüchige Kopfteil ist hellgrau bis schwärzlich gefärbt. Die Hutlappen sind von der sporenproduzierenden Fruchtschicht überzogen. Der 3–8 cm hohe, tief gefurchte und längs gerippte Stiel hat eine zähere Konsistenz und eine schmutzig-weißliche bis blass graubräunliche Farbe. Innen ist der Stiel von unregelmäßigen und länglichen Hohlräumen durchzogen. Junge Exemplare haben einen angenehm würzigen, alte dagegen einen dumpf-erdigen Geruch. Der Geschmack des Fleisches ist unauffällig. Das Sporenpulver ist weiß.

### Mikroskopische Merkmale
Die Sporen sind elliptisch geformt und glatt. Sie messen 15–18 (20) × 10,5–12 (13) Mikrometer.

## Artabgrenzung
Die seltenere Weißstielige oder Braunviolette Lorchel (Helvella spadicea) ist der Gruben-Lorchel farblich ähnlich, besitzt allerdings keinen gerippten Stiel. Darüber hinaus ähnelt die Gruben-Lorchel mit der dünnfleischigen Struktur, dem lappigen Kopfteil und dem gefurchten Stiel stark der nah verwandten Herbst-Lorchel, deren Kopfteil allerdings eine cremeweiße Farbe hat. Außerdem sind die der Fruchtschicht abgewandten, sterilen Flächen der Herbst-Lorchel fein-flaumig überzogen. Dies wird durch haarähnlich verlängerte Zellen verursacht und unterscheidet sie damit auch von gelegentlich auftretenden Albinoformen der Grubenlorchel.

## Ökologie
Die Gruben-Lorchel ist von Juni bis September in Laub- und Mischwäldern, Parkanlagen und Gärten zu finden. Besondere Bodenansprüche bestehen nicht.

## Verbreitung
Die Art ist in Europa, Nordamerika und Ostasien bis Japan verbreitet. Sie kommt sowohl im Flachland als auch in gebirgigen Gebieten vor.

## Bedeutung
Die Gruben-Lorchel ist essbar. Einige Autoren empfehlen, die Pilze erst nach vorherigem Abkochen zu verwenden. In jedem Fall sollten sie bei der Zubereitung ausreichend erhitzt werden. In den zahlreichen Hohlräumen der Lorcheln können zudem verschiedene Kleintiere verborgen sein.